# Казахский научно-исследовательский институт глазных болезней
ТОО «Казахский ордена «Знак Почета» научно-исследовательский институт глазных болезней» (КазНИИ ГБ) — один из центров офтальмологической службы Республики Казахстан, в котором разрабатываются и внедряются методы диагностики и лечения патологии органов зрения, проводится научно-исследовательская, лечебно-профилактическая, организационно-методическая и педагогическая работа. Основан постановлением Совета народных комиссаров КазАССР № 858/29 от 21 октября 1933 года на базе Алма-Атинской областной глазной больницы. Институт способен проводить широкий спектр хирургических вмешательств, кроме этого ведется научная работа по:
- разработке новых лекарственных препаратов (например — усовершенствование медикаментозного лечения глаукомы),
- внедрению методики эндозональной эндоскопической дакриоцисториностомии.

С 2002 года издается «Офтальмологический журнал Казахстана», рекомендованный ВАК РК для публикаций результатов научных исследований. С 1994 года при КазНИИ ГБ осуществляет свою деятельность консультативно-реабилитационное отделение. С 2004 года внедрена эксимерлазерная коррекция рефракционных нарушений.

## Организационная структура
Состоит из четырёх научных отделов:
- охраны зрения детей;
- глаукомы и сосудистой патологии глаза;
- травм и специфической патологии органа зрения;
- научной организации офтальмологической службы.

Базой для научных исследований является клиника на 150 коек, состоящая из трех хирургических отделений (детское офтальмо-хирургическое и два офтальмологических микрохирургических отделения для взрослых) и консультативная поликлиника. В состав института также входят:
- Республиканский лазерный центр;
- лаборатория индивидуального протезирования;
- отделение анестезиологии и реанимации с операционным блоком;
- рентгенологическое отделение;
- клинико-диагностическая лаборатория;
- эксимерлазерный центр;
- операционно-тренажёрный центр «WETLAB»;
- лаборатория консервации тканей;
- физиотерапевтический кабинет;
- кабинет неотложной офтальмологической помощи.

## Награды
- В 1983 году институт удостоен ордена «Знак Почёта»
- В 2004 году институт удостоен Золотой Медали Международного фонда «За высокое качество в деловой практике»